# Contea di Clallam
La contea di Clallam (in inglese Clallam County) è una contea dello Stato di Washington, negli Stati Uniti. La popolazione al censimento del 2000 era di 64 525 abitanti. Il capoluogo di contea è Port Angeles.

## Geografia
La contea si trova nel nord-ovest dello Stato e si affaccia sull'Oceano Pacifico a ovest e sullo Stretto di Juan de Fuca a nord. Lo stretto forma il confine con la Columbia Britannica in Canada. Occupa la parte nord della Penisola Olimpica ed è prevalentemente montuosa e ricoperta di foreste. Nella penisola si trova il Parco nazionale Olimpico. Al largo di Capo Flattery si trova l'isola Tatoosh.
Nella contea si trovano il punto più occidentale, Capo Alava (all'interno del parco nazionale), e il punto più a nord-ovest degli Stati Uniti contigui, Capo Flattery.
Capo Flattery si trova all'interno della Riserva Makah. Nella contea ci sono altre tre riserve: la Tribù di Jamestown S'Klallam di Washington, la Tribù Klallam di Lower Elwha e la Riserva Quileute.

### Contee confinanti
- Distretto regionale della Capitale (Columbia Britannica, Canada) - nord
- Contea di San Juan - nord-est
- Contea di Jefferson - est/sud

## Storia
La contea fu creata nel 1854 dalla contea di Jefferson. La contea deve il suo nome a uno dei popoli nativi che la abitano, i Klallam, una tribù dei Salish della costa. Fu una delle prime aree di Washington a essere visitata dagli esploratori europei a fine 1700, ma non è stata abitata in modo permanente fino a dopo il 1850.

## Comuni

### Cities
- Forks
- Port Angeles (capoluogo)
- Sequim

### Census-designated places
- Bell Hill
- Blyn
- Carlsborg
- Clallam Bay
- Jamestown
- Neah Bay
- Port Angeles East
- River Road
- Sekiu